# Щукина Гора
Щукина Гора (рос. Щукина Гора) — присілок в Пестовському районі Новгородської області Російської Федерації.
Населення становить 12 осіб. Входить до складу муніципального утворення Устюцьке сільське поселення.

## Історія
Від 2004 року входить до складу муніципального утворення Устюцьке сільське поселення

## Населення
| 2010 |
| ---- |
| 12   |